# Combretum rupicola
Combretum rupicola är en tvåhjärtbladig växtart som beskrevs av Henry Nicholas Ridley. Combretum rupicola ingår i släktet Combretum och familjen Combretaceae. Inga underarter finns listade i Catalogue of Life.